# Loubna Mrie
Loubna Mrie   (Latakia, 1991) és una activista dels drets civils siriana.

## Biografia
Mrie prové d'una família alauita d'un poble prop de Latakia. El seu pare és un alt funcionari de la Intel·ligència de la Força Aèria de Síria. Malgrat els seus vincles familiars, és una dels pocs alauites que s'han unit a la lluita contra el règim d'Àssad i ha estat titllada de traïdora pel seu pare.
Quan van esclatar els disturbis en les etapes inicials de la guerra civil siriana, Loubna va assistir a la Universitat de Latakia, però es va traslladar a Damasc el 2012, ja que es considerava que Latakia no era segura per als activistes. Això es va deure al fet que les tropes d'Àssad van obrir foc contra els manifestants civils. Posteriorment es va unir a l'Exèrcit Lliure de Síria (FSA) on va ajudar amb el transport d'aliments i ajuda mèdica, i després amb el contraban de municions. Va promoure els objectius de la revolució a la comunitat alauita i va parlar amb les víctimes de les tropes governamentals. Després que el seu pare va emetre una ordre de detenció, va fugir l'agost de 2012 a Turquia.
L'11 d'agost de 2012, la seva mare va ser segrestada, segons el seu pare, que posteriorment va trencar qualsevol contacte amb ella. Loubna va rebre més tard informació d'un amic sobre la mort de la seva mare.
Més tard es va convertir en fotoperiodista a Reuters amb seu a Alep, on va cobrir el conflicte i després es va traslladar a Nova York, on és investigadora i comentarista d'assumptes de Síria i Orient Mitjà. Ha estat publicada a The Washington Post, Rosa-Luxemburg-Stiftung, i The New Republic, entre altres publicacions.